# Girolamo Grimaldi (1490-1543)
Girolamo Grimaldi (Gênova, 1490 - Gênova, 27 de novembro de 1543) foi um cardeal do século XVII.

## Biografia
Nasceu em Gênova. De família patrícia. Filho de Benedetto Grimaldi e Pellegra Sauli. A família deu à igreja outros três cardeais: Girolamo Grimaldi-Cavalleroni (1643), Nicola Grimaldi (1706) e Girolamo Grimaldi (1730). Ele também está listado como Hieronymus de Grimaldis.
Casou-se ainda jovem com Francisca Cattaneo, uma senhora genovesa, e teve cinco filhos; quando ela morreu, ele entrou no estado eclesiástico. Senador da República de Gênova. Clérigo de Gênova.
Criado cardeal diácono no consistório de 21 de novembro de 1527; recebeu o chapéu vermelho e a diaconia de S. Giorgio em Velabro, em 27 de abril de 1528.
Recebeu as ordens menores, o subdiaconado e o diaconado em 17 de novembro de 1528 do cardeal Alessandro Farnese, Sr.. Na mesma cerimônia, o cardeal Antonio Sanseverino foi ordenado sacerdote.
Administrador da Sé de Brugnato, 25 de setembro de 1528 até 6 de junho de 1535. Administrador da Sé de Venafro, 9 de outubro de 1528 até 2 de junho de 1536. Administrador da Sé Metropolitana de Bari, 2 de setembro de 1530 até 20 de agosto, 1540. Legado em Gênova, 1530. Participou do conclave de 1534, que elegeu o Papa Paulo III. Administrador da Sé de Albenga, 15 de novembro de 1538 até sua morte. Legado em Romandiola, 26 de agosto de 1538.
Morreu em Gênova em 27 de novembro de 1543. Enterrado em Gênova (nenhuma informação adicional encontrada)